# Katona József szakközépiskola
A Katona József Szakközépiskolát (teljes nevén Katona József Szakközépiskola és Felnőttoktatási Gimnázium) kb 50 éve, a '60-as és a '70-es évek fordulóján építették. Az iskola összetett szakközépiskola, ami az oktatási stílust jelöli. Nappali tagozaton a gépészet, informatika (szoftverek), az ügyvitel és a szerszámkészítő képzésekből lehet választani. A felnőttoktatási tagozaton belül a nappali rendszerű képzés és az esti rendszerű képzés közül választhatunk. 
 Archiválva 2018. szeptember 4-i dátummal a Wayback Machine-ben A 2018-2019-es tanévben indul egy 4 éves képzés informatikai ágazaton (mindkét munkarendben), szakiskolát végzettek középiskolája, 2 éves, érettségit adó képzés szintén mindkét munkarendben, valamint szintén 2 éves OKJ-s képzések ezen belül IT mentor, irodai titkár, gazdasági informatikus és szoftverfejlesztő. Az iskolát Katona Józsefről, a híres, magyar drámaíróról nevezték el.